# Tephrina cineraria
Tephrina cineraria là một loài bướm đêm trong họ Geometridae.